# Bingo (spel)

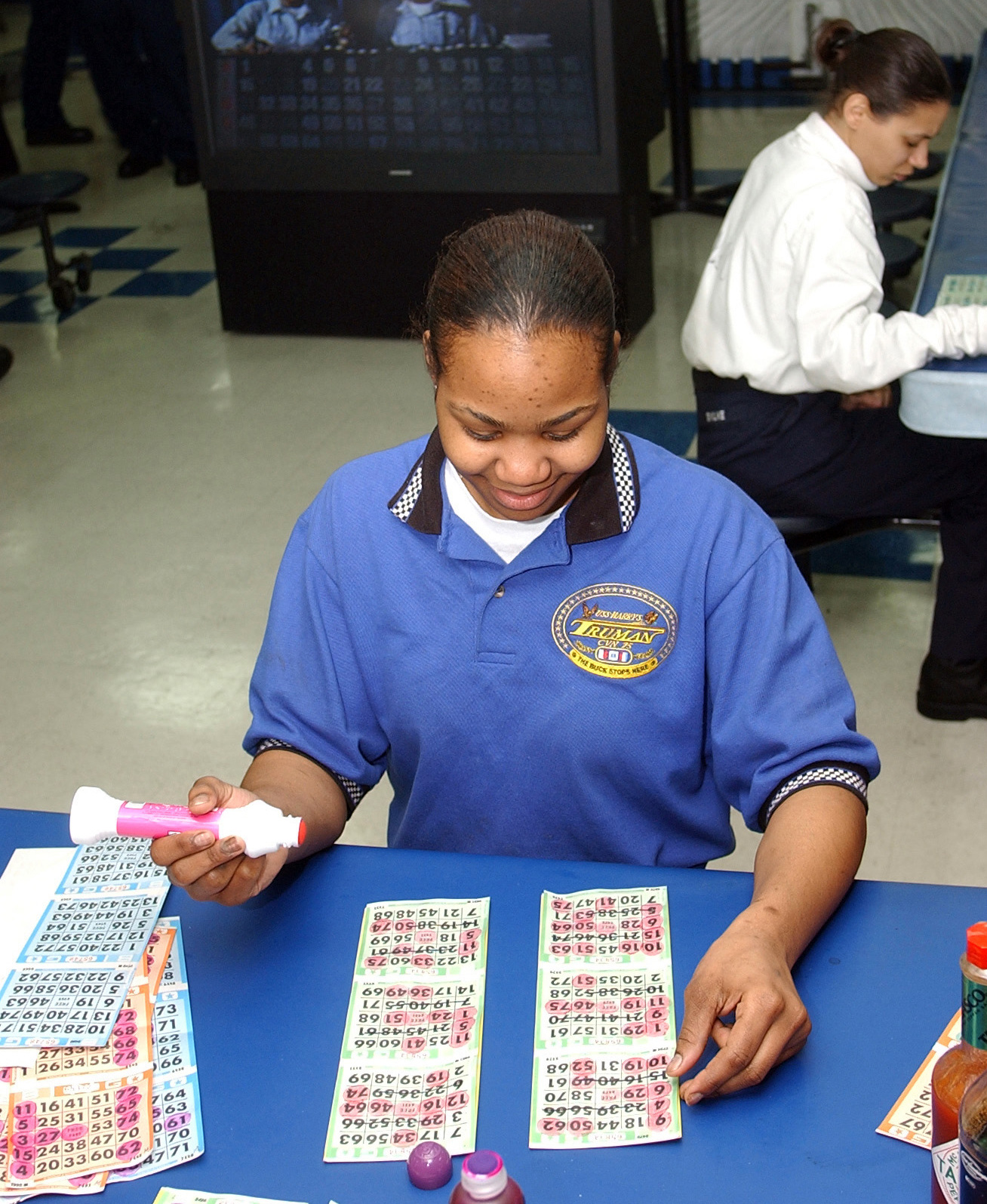
Bingo

Bingo is een spel voor meerdere spelers, waarbij iedere speler een formulier met getallen heeft, die kunnen worden weggestreept wanneer het getal, dat wordt getrokken door de spelleider, op dit formulier staat. Bingo wordt tegenwoordig veel gespeeld in bejaardentehuizen ter ontspanning. Hoewel bingo bij het grote publiek bekend is als gezelligheidsspel, blijkt het in de praktijk juist te gaan om haast professionele en langdurende bingoavonden.
Bingo noemt men soms ten onrechte kienen, maar er zijn tussen beide spelen toch wel enkele essentiële verschillen.
Bingo wordt gespeeld met de getallen 1-75, en een enkele kaart bevat daarvan 24 getallen. Er zijn 5x5 vakjes, in het middelste staat geen getal. Boven de kolommen staan de letters B I N G O.
- de B-kolom bevat 5 getallen uit de reeks 1 t/m 15
- de I-kolom bevat 5 getallen uit de reeks 16 t/m 30
- de N-kolom bevat 4 getallen uit de reeks 31 t/m 45 en in het midden een leeg veld of logo
- de G-kolom bevat 5 getallen uit de reeks 46 t/m 60
- de O-kolom bevat 5 getallen uit de reeks 61 t/m 75

Elk getal komt maximaal eenmaal voor op elke kaart. De getallen staan ongesorteerd in elke kolom.
Voorbeeld:
| B  | I  | N                      | G  | O  |
| -- | -- | ---------------------- | -- | -- |
| 3  | 19 | 45                     | 47 | 62 |
| 11 | 25 | 34                     | 53 | 70 |
| 15 | 24 | {\displaystyle \star } | 59 | 68 |
| 13 | 16 | 39                     | 51 | 72 |
| 7  | 28 | 35                     | 48 | 66 |

## Spelverloop
In zijn meest basale vorm wordt bingo als volgt gespeeld. De spelleider trekt een voor een een bal of fiche met een getal erop en roept dit getal luid en duidelijk af, waarna de spelers dit getal op hun eigen bingokaart opzoeken en markeren, doorstrepen of er een fiche op leggen. Vaak wordt hierbij ook de bijbehorende kolomletter(B I N G of O) afgeroepen om het makkelijker te maken om het getal op de bingokaart te vinden en weg te strepen. In grote zalen wordt hierbij een microfoon gebruikt, zodat ook de mensen achterin de getallen goed kunnen horen. Voor doven en slechthorenden bestaan er ook digitale bingo-apparaten die de te trekken getallen op een scherm tonen in plaats van dat ze afgeroepen worden. Zo kunnen deze mensen zien welke getallen er getrokken worden. Voor horende mensen die meespelen roepen deze apparaten de getallen dan vaak ook af, zodat zij niet steeds op het scherm hoeven te kijken. De eerste speler met een kaart, waarvan alle getallen genoemd zijn (volle kaart), roept BINGO en wint. Er zijn ook varianten, waarbij diegene wint, die het eerste een horizontale of verticale rij van weggestreepte getallen heeft. Ook kan er gespeeld worden totdat men een O, X, L, een vierkantje of een andere van tevoren afgesproken vorm bereikt is. De BINGO wordt vaak ook nog gecontroleerd door de spelleider, waarbij wordt gekeken of alle getallen van de BINGO zijn gevallen. Bij een geldige BINGO krijgt de betreffende speler vaak een prijs uitgereikt die afhankelijk kan zijn van de te spelen ronde. Vaak zijn er kleine prijzen voor rijtjes en andere figuren en grote prijzen voor een volle kaart. Eventueel worden er meer rondes gespeeld. Vaak geeft de spelleider of een assistente bij elke ronde aan om welke prijs er gespeeld gaat worden en welke rij(en) moeten worden volgemaakt om te winnen.

## Aantal kaarten per speler
De speler kan meestal zelf beslissen hoeveel bingo-kaarten hij per spelronde aankoopt. Meestal bestaat een bingo-set uit een afscheurblok. Elk blad bestaat uit drie delen. Elk deel is een speelrooster. Als je een volledig blad neemt (dus de drie speelroosters) heb je op 3 cijfers na alle getallen. De meeste spelers kiezen dus ook voor een heel blad. Het kan ook voorkomen dat de bingokaarten per ronde worden uitgereikt aan de deelnemers. Ze krijgen dan meestal voor elke ronde een enkele kaart. Dit komt voor bij bingo's die door verenigingen worden georganiseerd. Deelnemers dienen zich dan van tevoren aan te melden, waarbij dan hun naam op een lijst wordt gezet. Hierbij moeten ze dan eventueel inschrijfgeld betalen.

## Geschiedenis
Bingo komt van het spel Lotto, dat al sinds 1530 in Italië werd gespeeld. Bingo als naam komt als verbastering van Beano, de naam van het formulier waarop Bingo werd gespeeld in Amerika rond 1920. De naam Beano komt weer van de bonen, die werden gebruikt om de nummers af te dekken. In de Nederlandstalige landen staat het spel ook verkeerdelijk bekend als kienen. Deze naam is afgeleid van het Franse woord quine (vijf), verwijzend naar de 5 rijen en kolommen.

## Engelse namen en nummers
In Engeland worden de nummers soms ook omgeroepen als omschrijving. 22 is dan two little ducks/twee kleine eendjes, en 8 one fat lady/een dikke vrouw. In de officiële bingo halls worden echter ook de getallen omgeroepen, omdat een getal pas kan worden afgestreept als het getal is omgeroepen. De omschrijving is dan als extra.

## Enkele verschillen met Kienen
- De speelkaart

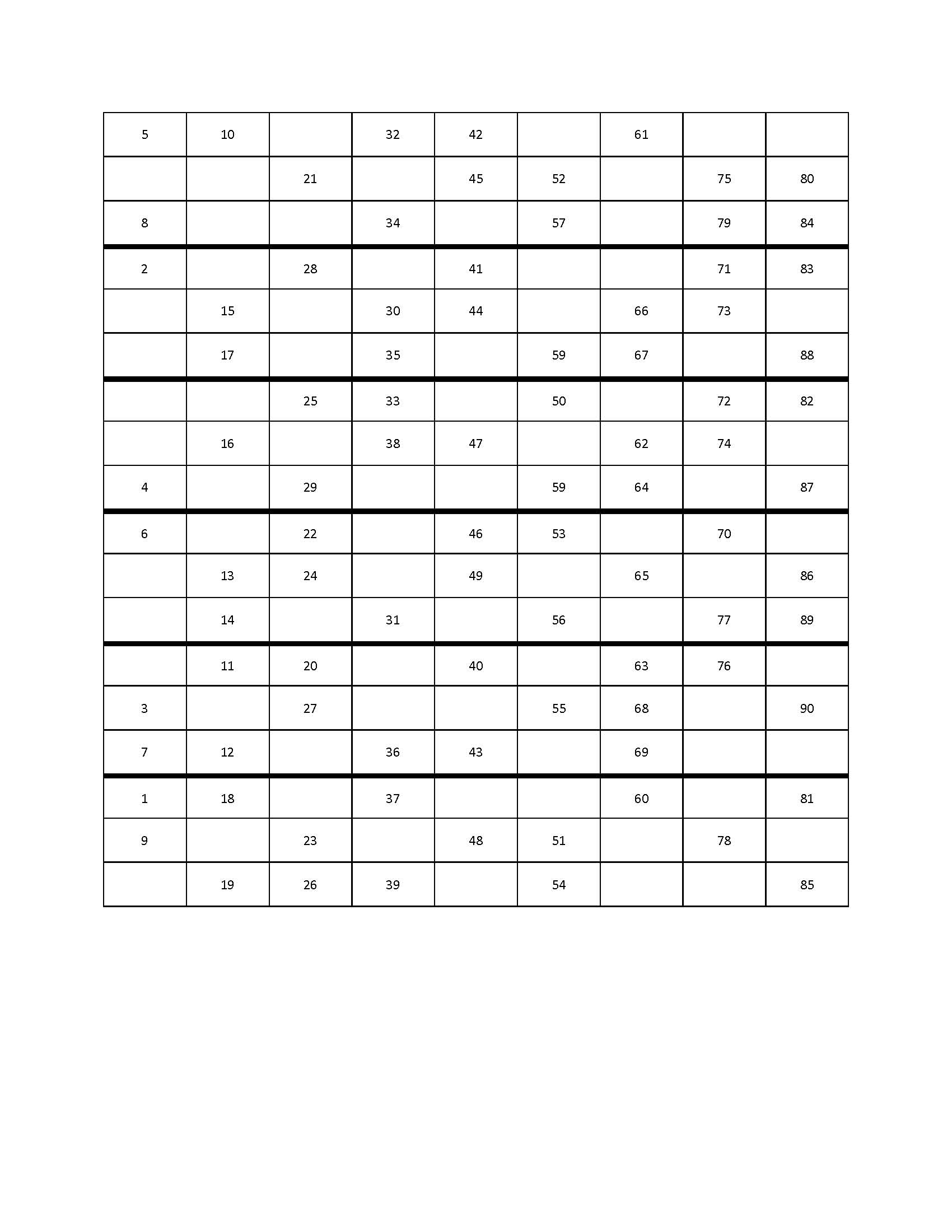
Volledige kienkaart

  - Bingo: een kaart bestaat uit een raster zoals hierboven afgebeeld. De meeste spelers kiezen voor 3 opeenvolgende rasters omdat men dan alle nummers heeft (op 3 na)
  - Kienen: Bij kienen heeft men de keuze uit een aantal formaten. De kleine kaart (vergelijkbaar met de enkele Bingo-kaart) bestaat uit 9 kolommen en 3 rijen. De grote kaart bestaat uit 6 tabellen. Elke tabel bestaat uit 9 kolommen en 3 rijen. Voor meer informatie over de type van kaarten, raadpleeg het artikel kienen
- Wissel van kaart
  - Bingo: Men koopt na elk spel een nieuwe kaart. Men kan na elk spel beslissen hoeveel kaarten men koopt, maar meestal zijn er dat 3 omdat men dan bijna alle nummers heeft.
  - Kienen: Men speelt alle spelrondes met dezelfde kaart. De beschikbare nummers hangen dus af van het type kaart men koopt.
- Aantal nummers in het spel
  - Bingo: 75 nummers
  - Kienen: 90 nummers
- Plaats van nummers
  - Bingo: Kolom 1 bevat nummers van 1 tot en met 15, kolom 2 van 16 tot en met 30, ...
  - Kienen: Eenheden staan in kolom 1, tientallen in kolom 2, twintigtallen in kolom 3, ...
- Aantal nummers per tabel
  - Bingo: In elke tabel heeft de gebruiker 24 getallen.
  - Kienen: In elke tabel heeft de gebruiker 15 getallen.
- Nummers die de speler heeft
  - Bingo: Op elke bingokaart is 1 nummer te kort dat zich bevindt tussen 31 en 45. Wanneer een speler 3 opeenvolgende bingokaarten koopt, mist hij dus 3 van de 75 cijfers.
  - Kienen: Bij de grote kaart vindt de speler alle nummers terug op zijn bord. Wanneer hij de kleine kaart koopt (vgl met 1 bingokaart) heeft hij maar 15 van de 90 nummers.
- Minimaal te trekken nummers vooraleer iemand prijs kan hebben
  - Bij Bingo kan dit al na vier nummers gezien de middelste kolom ook maar 4 getallen bevat.
  - Kienen: gezien op elke rij 5 nummers staan, dienen er minstens 5 getallen getrokken te worden.
- Markeren van afgeroepen getallen
  - Bij Bingo doorstreept men de nummers met een balpen of markeerstift. Na het einde van een spelronde werpt men het bingoblad in de prullenmand en neemt men een nieuw Bingo-blad
  - Bij kienen legt men een (meestal doorzichtige) fiche op het getal. Na het einde van een spelronde verwijdert men de fiches van de kaart
- Valse Kien/Bingo
  - Bij Bingo wordt de betreffende kaart meestal vernietigd.
  - Bij Kienen worden de fiches van de tabel waarop men "valse kien" heeft geroepen, verwijderd. Als men zich in de eerste subronde bevindt, is het statistisch nog mogelijk om te winnen (daar er nog tot 10 niet-afgeroepen nummers in die tabel kunnen staan)

## Trivia
Op het Bingospel zijn verschillende humoristisch bedoelde varianten bedacht, die meer 'een punt willen maken' dan dat ze daadwerkelijk als spel worden gebruikt.
Een voorbeeld hiervan is de bullshitbingo, ook wel lulkoekbingo, waar verschillende varianten van bestaan. Op deze bingo kunnen managementstermen worden afgestreept als "speerpunt", "uitkristalliseren" en "integrale aanpak". Bij een volle bingokaart mag de speler het verhaal van de spreker onderbreken met "Bullshit!" dan wel "Lulkoek!". Er zijn bullshitbingo's in diverse talen in omloop. Een vergelijkbare variant is de stopwoordbingo met daarop termen als "je weet wel", "gewoon" en "zeg maar".
Een tweede voorbeeld is de NS-bingo, die zich eind november 2011 zeer snel verspreidde over verschillende sociale netwerksites. Op deze kaart kan de treinreiziger vertragingen afstrepen als "defect sein/seinstoring", "gladde/bevroren/blaadjes op sporen" en "afwezig/verlaat personeel". NS besloot op de hype in te haken door de eerste vijf volle bingokaarten te belonen met een eerste klas-dagkaart.
Een derde voorbeeld is het zogenoemde "autobingo", een spel dat logischerwijs in de auto wordt gespeeld. Het is hierbij de bedoeling om een lijst met dingen variërend van vogels tot tankstations te vinden. De zaken die gevonden moeten worden gaan van makkelijk (schapen, vrouw achter het stuur, een tankstation) naar moeilijk (molen, trein, taxi, brommer). Het spel is bedoeld om verveling tegen te gaan tijdens lange ritten in de auto. Als iemand alles van zijn lijst heeft gezien, dient hij "Bingo!" te roepen, net als bij het gewone bingospel.

## Bingo op internet
Aan het begin van de 21e eeuw is het spelen van bingo op het internet als hobby gangbaarder geworden. Diverse bingowebsites bieden de spellen over de gehele wereld aan. Ook zijn er bingo-apps verkrijgbaar via de diverse app-stores om bingo te spelen op smartphones of tablets. Het spelen van bingo op het internet is anno 2016 illegaal. Er zijn een aantal belangrijke verschillen tussen het spelen van bingo met fysieke bingoloten of op het internet:
- Bingoloten kunnen voor slechts € 0,05 worden aangeschaft in tegenstelling tot de fysieke bingoloten die vaak vanaf € 1,- aangeschaft kunnen worden;
- Het menselijke contact vindt door middel van chatfunctie plaats in plaats van geluid;
- De te winnen prijzen bestaan met name uit geldprijzen in plaats van producten of diensten;
- De bingowebsites hebben een winstoogmerk, terwijl organiserende verenigingen vaak een maatschappelijk doel hebben;
- De drempel om te spelen is erg laag, binnen een aantal minuten kan al gespeeld worden.
- Spelers kunnen ook kans maken op een progressieve jackpot.